# Nils Homscheid
Nils Homscheid (* 15. Oktober 2002) ist ein deutscher Handballspieler.

## Karriere
Nils Homscheid spielte bereits in der Jugend für den TUSEM Essen. In der Saison 2020/21 absolvierte er sein erstes Spiel für das Bundesligateam, welches im Sommer 2021 in die 2. Bundesliga abstieg. Darauf erhielt er seinen ersten Profivertrag. Im November 2024 verlängerte er seinen Vertrag langfristig bis 2027. Im März 2025 wurde er als „2. HBL-Spieler des Monats“ ausgezeichnet.